# Телефонная газета
Телефонная газета — технология передачи новостей и развлекательных передач по телефону. Предшествовала появлению радиовещания и некоторое время сосуществовала с ним. 

## История
Попытки трансляции абонентам телефонной сети новостей и развлекательных передач началась в 1880-е годы, вскоре после изобретения телефона. Первой и дольше всего просуществовавшей подобной системой была компания «Telefon Hírmondó», действовавшая в Будапеште. Её в 1893 году основал Тивадар Пушкаш. Первоначально его компания для распространения своих программ использовала телефонные линии, предоставленные местной телефонной компанией, но позже «Telefon Hírmondó» получила разрешение на прокладку своих собственных линий. 
Сама технология представляла собой установку, которая состояла из двух телефонных приёмников, подключенных к проводам. Абонент прослушивал трансляцию при помощи двух наушников. При этом программу могли слушать и два абонента, используя по одному наушнику. Передача устных новостей была весьма удовлетворительной, но качество транслируемой музыки и песен оставляло желать лучшего. 
Телефонные газеты начали проигрывать радиовещанию уже в 1930-х годах. Это объяснялось тем, что радиосигналы с лёгкостью охватывали больше слушателей без затрат на обслуживание инфраструктуры телефонных линий. Но при этом новостная служба «Telefon Hírmondó» просуществовала до 1944 года.